# Tô Thuận
Tô Thuận (1926–2011), là một sĩ quan cấp cao trong Quân đội nhân dân Việt Nam, hàm Thiếu tướng, nguyên Trung đoàn trưởng Trung đoàn Pháo binh 40 Mặt trận Tây Nguyên (B3), Chủ nhiệm Pháo binh Quân khu 5, Phó Tư lệnh kiêm Tham mưu trưởng Binh chủng Pháo binh.

## Thân thế và sự nghiệp
Ông sinh ra và lớn lên tại thôn Thái Hòa, làng Thượng Tầm, nay thuộc xã Đông Hoàng, huyện Đông Hưng, tỉnh Thái Bình, là cán bộ tiền khởi nghĩa, tham gia Cách mạng trước tháng 8 năm 1945, nhập ngũ tháng 8 năm 1945, Đảng viên từ tháng 8 năm 1948.
Sau khi Cách mạng thành công, ông nhập ngũ là chiến sĩ Vệ quốc đoàn Thái Bình. Khi Trung đoàn 41 (sau đổi tên thành Trung đoàn 42 Trung Dũng) được thành lập tháng 11 năm 1945, ông trở thành tiểu đội trưởng thuộc Trung đội 3, Đại đội 18 đánh Pháp ở khu vực Đồng Thiện, Kiến An (Hải Phòng).
Đầu năm 1947, khi quân Pháp đánh chiếm thị xã Hải Dương, trung đội ông chuyển dần sang đây rồi gia nhập vào Đại đội 11, rồi ít lâu sau chuyển về Đại đội 20 đóng quân tại làng Vạc, huyện Bình Giang, tỉnh Hải Dương. Thời gian này, đơn vị ông chiến đấu trên đường 5 tại khu vực Cống Tranh, Kẻ Sặt, Châu Khê, cầu Thịnh Vạn, Mao Điền, Quán Gỏi.
Cuối năm 1947, ông được bổ nhiệm làm trung đội phó Trung đội 3, rồi chuyển sang Đại đội 74, Trung đoàn 64.
Từ năm 1948 đến kết thúc cuộc Kháng chiến chống Pháp, ông cùng đơn vị chiến đấu trên địa bàn Khu 3 tại các tỉnh Thái Bình, Kiến An, Hải Phòng, Hải Dương, Hưng Yên.
Tháng 7 năm 1954, ông chuyển sang chiến đấu tại Binh chủng Pháo binh, là tiểu đoàn trưởng Tiểu đoàn 2, Trung đoàn 45.
Trong Kháng chiến chống Mỹ, khi Không quân Mỹ leo thang ra bắn phá miền Bắc (1964–1966), ông là trung đoàn trưởng Trung đoàn 208 Pháo binh bảo vệ bờ biển Thanh Hóa. Trung đoàn ông đã sử dụng pháo 122ly bắn cháy 3 tàu chiến Mỹ, nhiều năm liền được tặng cờ luân lưu của Chủ tịch Hồ Chí Minh về thành tích huấn luyện và xây dựng. 
Năm 1967, với kinh nghiệm đưa pháo lên cao chi viện cho bộ binh, ông được giao chỉ huy Trung đoàn 208 vượt Trường Sơn vào chi viện cho pháo binh Mặt trận B3 – Tây Nguyên. Vào Tây Nguyên, quý 2 năm 1968, theo yêu cầu của Bộ Tư lệnh, Trung đoàn 208 hợp nhất với các Trung đoàn 158 và 40 hình thành lên Trung đoàn 40 mới, với 10 tiểu đoàn: 4 tiểu đoàn (31, 32, 33, 34) trang bị ĐKB, súng cối 120mm, 82mm, ĐKZ; 2 tiểu đoàn (41, 42) trang bị pháo 105mm, 85mm; 2 tiểu đoàn pháo phòng không 37mm, Tiểu đoàn 30 súng máy phòng không 12,7mm, Tiểu đoàn 16 xe tăng PT-76 và 4 đại đội trực thuộc là 17, 18, 19, 20 với đầy đủ thành phần: pháo mặt đất, pháo phòng không, xe tăng..., do ông làm Trung đoàn trưởng. Về thực chất, tổ chức của Trung đoàn 40 tương đương với một lữ đoàn cứng. 
Nnăm 1973, ông được điều về làm Chủ nhiệm Pháo binh Quân khu 5
Sau năm 1975, ông ra Bắc, được cử đi học, rồi về công tác tại Binh chủng Pháo binh, được phong quân hàm Thiếu tướng năm 1985.
Trước khi về hưu, Thiếu tướng Tô Thuận là Phó Tư lệnh kiêm Tham mưu trưởng Binh chủng Pháo binh
Thiếu tướng (1985).

## Khen thưởng
- Huân chương Độc lập hạng Ba
- Huân chương Quân công (hạng Hai, Ba)
- Huân chương Chiến công hạng Nhất
- Huân chương Chiến thắng hạng Nhì
- Huân chương Kháng chiến (chống Pháp) hạng Ba
- Huân chương Kháng chiến chống Mỹ cứu nước hạng Nhất
- Huân chương Chiến sĩ vẻ vang (hạng Nhất, Nhì, Ba)
- Huân chương Chiến sĩ giải phóng (hạng Nhất, Nhì, Ba)
- Huy chương Quân kỳ quyết thắng
- Huân chương Bảo vệ Tổ quốc hạng nhất do Nhà nước Cam-pu-chia trao tặng
- Huy hiệu 40 năm tuổi Đảng